# Susana López Charretón
Susana López Charretón, née le 19 juin 1957 à Mexico, est une virologue mexicaine spécialisée dans l'étude des rotavirus.

## Biographie
En 1980, López Charretón obtient une licence en biologie à l'Université nationale autonome du Mexique (UNAM), suivi par un master en 1983. En 1986, elle achève son doctorat en recherche biomédicale. Elle travaille quelques années au California Institute of Technology (CalTech) et un semestre au National Institute of Health (NIH) à Tokyo. Elle travaille à l'institut de biotechnologie de l'UNAM avec son mari Carlos Arias Ortiz. De 2000 à 2010, elle travaille en lien avec le Howard Hughes Medical Institute.

## Carrière
Elle découvre avec son mari un modèle d'entrée du rotavirus dans la cellule hôte qui n'avait pas été identifié jusque là. Pour la première fois dans le domaine des rotavirus, ils démontrent la possibilité d'inhiber l'expression des gènes de virus animaux en utilisant le système d'interférence de l'ARN (rnai).
López Charretón et Arias Ortiz ont publié 120 articles dans des publications internationales, cités à plus de 2 300 reprises dans la littérature mondiale. Ils sont co-auteurs de 92 des publications de leur groupe de recherche. Les investigations de leur équipe ont été présentées dans près de 300 congrès nationaux et internationaux. En 2010, son équipe transfère à la société Biodetecta la technologie pour diagnostiquer la souche de grippe AH1N 1, responsable de la pandémie de 2009. Ils sont conseillers dans divers groupes universitaires et gouvernementaux pendant la pandémie de grippe 2009-2010. 
López Charretón s'est fortement investie dans la formation. Sous sa supervision directe, 60 étudiants ont obtenu leur diplôme : 20 de premier cycle, 22 de maîtrise et 18 de doctorat. La grande majorité des thèses de troisième cycle que López Charretón et Arias Ortiz dirigent sont publiées dans des revues internationales. Plusieurs de leurs diplômés sont chercheurs dans des institutions mexicaines ou étrangères. En collaboration avec les médecins Patricio Gariglio et Beatriz Gómez, ils ont participé à la création du Congrès national de virologie. Depuis 2004, ils sont membres du comité de rédaction du Journal of Virology. Ils sont également réviseurs ad hoc d'articles soumis à d'autres publications internationales telles que PLOS Pathogens, Nature, Science, The EMBO Journal et PNAS.

## Récompenses et honneurs
- 1988 : Gabino Barreda Medal de l'Université nationale autonome du Mexique[1].
- 1991 : Fogarty Fellowship du California Institute of Technology[1]
- 2001 : Prix Unesco Carlos J. Finlay pour la microbiologie avec son mari, Carlos Arias Ortiz.
- 2008 : Prix de l'académie des sciences du tiers-monde avec Carlos Arias Ortiz [5].
- 2012 : Prix L'Oréal-Unesco pour les femmes et la science pour avoir identifié le mode d’action des rotavirus, responsable chaque année de 600 000 décès d’enfants[6],[7].
- 2014 : 100 Women BBC